# Hbomberguy
Harry Michael Brewis (19 september 1992), beter bekend als Harris Bomberguy of kortweg Hbomberguy, is een Engelse YouTuber en Twitch-streamer. Brewis produceert video-essays over verschillende onderwerpen zoals film, televisie en videogames, en combineert deze vaak met argumenten uit linkse politieke en economische posities. Hij maakt ook video's die gericht zijn op het ontkrachten van complottheorieën en het reageren op alt-rechtse en antifeministische argumenten.

## Inhoud
Brewis startte op 28 mei 2006 het YouTube-kanaal van Hbomberguy. Op 3 februari 2023 heeft het kanaal dan 1,18 miljoen abonnees. De presentatietechnieken van Brewis omvatten handgetekende animatie en humor om zijn punten te maken. Zijn video's behandelen ook onderwerpen die verband houden met politiek en sociale rechtvaardigheid, inclusief analyses van alt-rechtse argumenten en thema's. Brewis heeft voortgebouwd op de stijl van de "measured responses" ('afgemeten reacties') en maakte een serie die bepaalde culturele fenomen van dichtbij onderzoekt, zoals Flat-Earth complottheoristen, pick-up artiesten en personen die beweringen van de feminiserende effecten van soja-fyto-oestrogenen voortzetten.
Naast zijn politieke analyses en measured-response-video's, heeft Brewis lange tijd media-recensies en video-essays geproduceerd over een aantal onderwerpen zoals televisie, film, internetcultuur en videogames. 

## Mermaidsliefdadigheids-livestream
Van 18 tot 21 januari 2019 streamde Brewis ononderbroken een poging om Donkey Kong 64 te voltooien om geld in te zamelen voor de Britse transgender liefdadigheidsorganisatie Mermaids, die hij in 57 uur en 48 minuten voltooide. De liefdadigheidsinstelling was aangewezen als financiering door de British National Lottery, maar de financiering werd achtergehouden en beoordeeld na kritiek door de Ierse komedieschrijver Graham Linehan en anderen. Dit inspireerde Brewis om te livestreamen ter ondersteuning van het goede doel. 
De livestream bevatte veel opmerkelijke gasten, waaronder de Amerikaanse vertegenwoordiger Alexandria Ocasio-Cortez; klokkenluider Chelsea Manning; actrice Mara Wilson; journalisten Paris Lees en Owen Jones; Adam Ruins Everything schepper Adam Conover; auteur Chuck Tingle; Matt Christman en Virgil Texas van de Chapo Trap House-podcast; Donkey Kong 64-componist Grant Kirkhope; game-ontwerpers Rebecca Heineman, Josh Sawyer, John Romero en Scott Benson; YouTubers Natalie Wynn, Lindsay Ellis, Abigail Thorn en Jim Sterling; evenals de CEO van Mermaids, Susie Green.
Colin Mochrie, Neil Gaiman, Cher, Matthew Mercer, Adam Savage, Hidetaka Suehiro en SonicFox tweette ook ter ondersteuning van de livestream en het goede doel. De livestream begon met een doel van US$500, maar behaalde dat doel en een aantal daaropvolgende financieringsdoelen snel. In de eerste 24 uur heeft de livestream meer dan $100.000 opgehaald. In totaal werd via de livestream meer dan $347.000 (GB£265.000) opgehaald voor het goede doel, met meer dan 659.000 mensen die naar de stream keken. 
De livestream oogstte aandacht en lof. Het werd door The Guardian beschreven als "een tegengif voor de slechtste gamecultuur" en werd geprezen in een motie ingediend door Patrick Harvie in het Schotse parlement. In juli 2019 erkende het LGBT-tijdschrift Attitude de livestream door Brewis te eren met een Attitude Pride Award. Het liefdadigheidsaccount van Mermaids bedankte Brewis ook voor de livestream.

## Ontvangst
Brewis wordt door critici geprezen om de vorm en het commentaar van zijn YouTube-kanaal. Zijn video-analyse van de strip Ctrl+Alt+Del "Loss" kreeg lovende kritieken: hij werd door Polygon geselecteerd als een van de tien beste video-essays van 2018 en werd driemaal genomineerd in de Sight & Sound-collectie van 2018's meest opvallende videocritici, waarvan Britse filmcriticus en filmmaker Charlie Lyne zegt: "De betrouwbaar grote H. Bomberguy tilde de YouTube-video-essay naar een nieuwe hoogte met deze Matroesjka-pop van een upload: een gelaagde kritiek op de gamingwebcomic Ctrl+Alt+Del, Tommy Wiseau's cult-klassieker The Room en het YouTube-video-essay zelf. Als klap op de vuurpijl is het een horrorfilm". Zijn video over VHS, geproduceerd in samenwerking met Shannon Strucci, werd door TenEighty Magazine geprezen als een uitstekende "deep-dive" in het onderwerp.

## Privéleven
Brewis is biseksueel en lid van de Labour Party.